# توپال (آستراخان)
توپال (به لاتین: Topal) یک منطقهٔ مسکونی در روسیه است که در استان آستراخان واقع شده‌است.